# Louis De Ridder

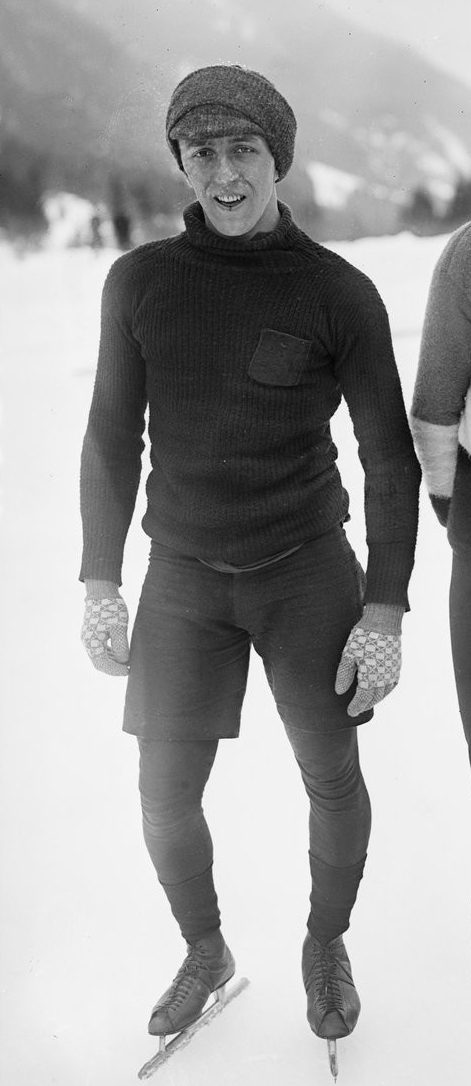
Louis De Ridder, 1922.

Louis De Ridder, född 9 juni 1902 i Antwerpen, död 5 maj 1981, var en belgisk hastighetsåkare på skridskor. Han deltog i de olympiska spelen i Chamonix 1924. Som bäst kom han på nittonde plats på 500 meter och på 1 500 meter. Han spelade ishockey för Belgien under två OS, i Chamonix 1924 och i Garmisch-Partenkirchen 1936. Dessutom deltog han i fyrmansbob under OS i Garmisch-Partenkirchen 1936.